# روکیتنیتسه (ناحیه پرروف)
روکیتنیتسه (به چکی: Rokytnice) یک منطقهٔ مسکونی در جمهوری چک است که در ناحیه پرروف قرار دارد. روکیتنیتسه ۸٫۰۶ کیلومتر مربع مساحت و ۱٬۴۶۳ نفر جمعیت دارد و ۲۱۰ متر بالاتر از سطح دریا واقع شده است.